# Pure Shores: The Very Best of All Saints
Pure Shores: The Very Best of All Saints é o segundo álbum de compilação dos maiores sucessos do grupo britânico All Saints, lançado em 27 de setembro de 2010. A coleção de 2 discos, apresenta singles de sucesso do grupo, (excluindo "Under the Bridge") uma coleção de faixas de álbuns e seus lados B mais destacados, também uma música de Melanie Blatt e Artful Dodger, chamada "TwentyFourSeven".

## Faixas
Disco 1
1. "Never Ever"
2. "Lady Marmalade"
3. "I Know Where It's At"
4. "I Remember"
5. "If You Don't Know What I Know"
6. "I Don't Wanna Be Alone"
7. "Rock Steady"
8. "Dreams"
9. "All Hooked Up"
10. "Alone"
11. "Surrender"
12. "War of Nerves" (98 remix)
13. "Love Is Love"
14. "Get Down"
15. "Inside"
16. "On and On"
17. "Lady Marmalade" (Timbaland remix)
18. "Ha Ha"

Disco 2
1. "Pure Shores"
2. "Black Coffee"
3. "Bootie Call"
4. "Let's Get Started"
5. "Chick Fit"
6. "I Feel You"
7. "No More Lies"
8. "Distance"
9. "Ready, Willing and Able"
10. "TwentyFourSeven" (Artful Dodger featuring Melanie Blatt)
11. "One More Tequila"
12. "Heaven"
13. "Saints and Sinners"
14. "Take the Key"
15. "Whoopin' Over You"
16. "Flashback"
17. "Pure Shores" (2 Da Beach U Don't Stop Remix)
18. "Black Coffee" (Neptunes remix)

## Paradas
| País                          | Data              | Posição | Vendas |
| ----------------------------- | ----------------- | ------- | ------ |
| Reino Unido (UK Albums Chart) | 3 Outubro de 2010 | -       | 1,348  |